# Момчило Цемовић
Момчило Цемовић (Буче, код Берана, 21. мај 1928 — Подгорица, 27. децембар 2001), економиста и друштвено-политички радник СФР Југославије и СР Црне Горе.

## Биографија
Рођен је 21. маја 1928. године, у селу Буче, код Берана. Завршио је Економски факултет у Београду. Члан Комунистичке партије Југославије (КПЈ) постао је 1947. године.
Био је секретар СК Економског факултета у Београду, члан Општинског комитета СК Иванград, члан Главног одбора Социјалистичког савеза радног народа Црне Горе, директор Завода за план среза Иванград, директор предузећа „Лим“ у Иванграду, председник Скупштине општине Иванград, генерални директор Инвестиционе банке у Титограду и остало.
Био је посланик у Савезној скупштини СФРЈ.
Био је Савезни секретар за финансије СФРЈ од 17. маја 1974. до 16. маја 1978. и председник Извршног већа Скупштине СР Црне Горе од 28. априла 1978. до 7. маја 1982. године.
Умро је 27. децембра 2001. године у Подгорици.
Сарађивао је у разним листовима и часописима.
Одликован је Орденом рада са црвеном заставом и другим југословенским одликовањима.